# Teucholabis lucida
Teucholabis lucida är en tvåvingeart som beskrevs av Alexander 1916. Teucholabis lucida ingår i släktet Teucholabis och familjen småharkrankar. Inga underarter finns listade i Catalogue of Life.